# Moriskendans

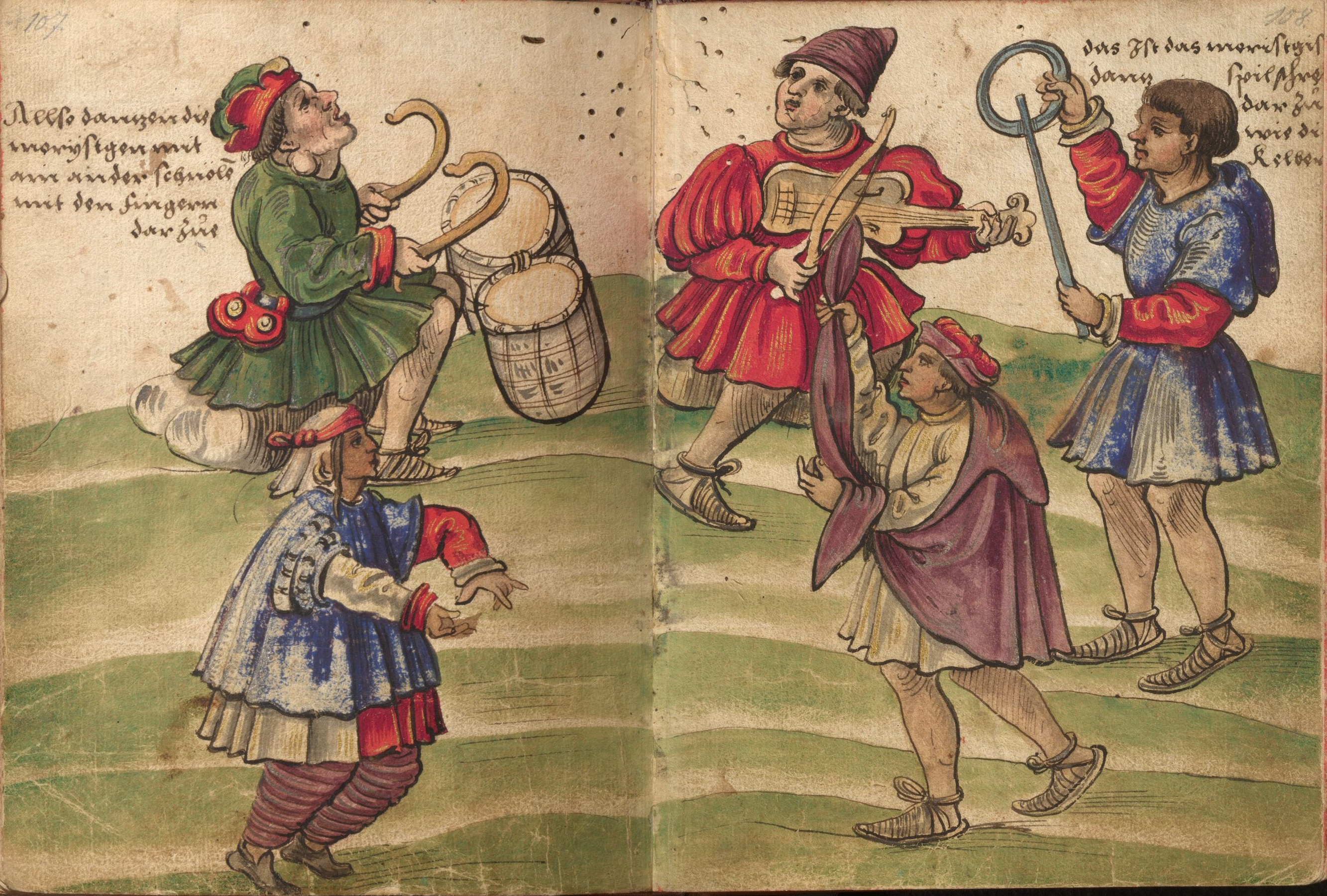
Moriskendans weergegeven in het Trachtenbuch van Christoph Weiditz, ca. 1530-1540

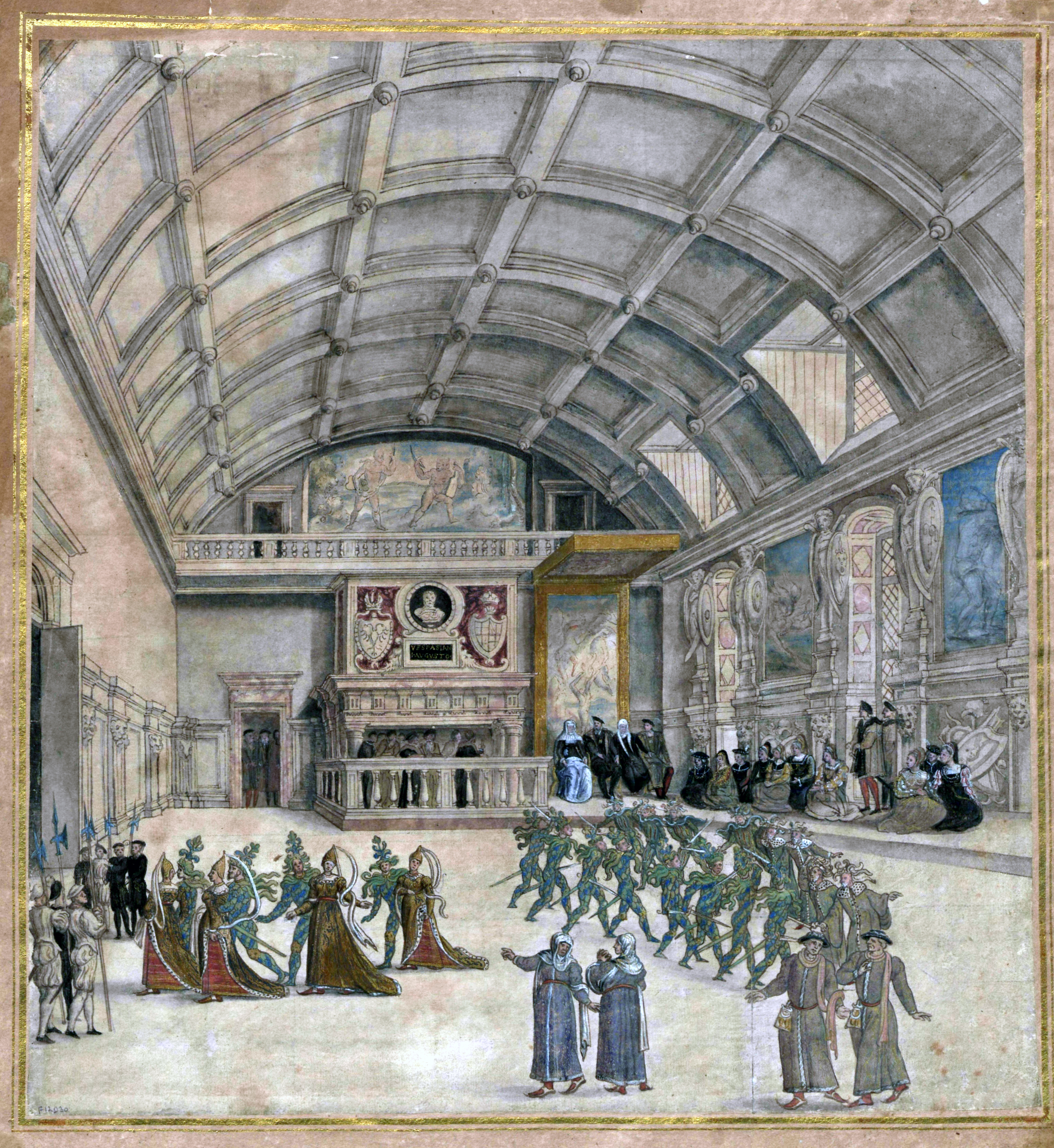
Moriskendans tijdens de Triomf van Binche in het paleis van Maria van Hongarije (1549)

De Moriskendans of Morrisdans (Frans: Mauresque, Duits Moriskentanz, Engels: Morris dance, Moresca, Morisca) is de benaming voor verschillende dansen zowel in tweedelige als driedelige maat, oorspronkelijk een zwaarddans, later als volksdans uitsluitend door mannen gedanst in Portugal, Spanje, Italië, Frankrijk, Engeland, Duitsland en de Balkanlanden. Het was een sterk pantomimische dans; de dansers waren vaak als Moren vermomd en droegen belletjes aan hun kostuum. Dacht men vroeger aan een herinneringsdans aan de Moren, thans wordt de oorsprong van de moresca eerder gezien in de vruchtbaarheidsdansen. In de 15e-17e eeuw kwam de moresca veelvuldig voor in vastenavondoptochten.  De bekendste afbeelding van morescadansers is de serie van tien (oorspronkelijk zestien) kleine houtsculpturen van Erasmus Grasser (1480, Münchener Stadtmuseum).
Oorspronkelijk betrof het onderwerp van deze 'moren-dans' de overwinning van de (Spaanse) christenen op de islamitische 'Moren'.
De Moresca stamt namelijk uit de tijd van de 'Reconquista' in de 11e en 12e eeuw, toen de katholieke bevolking van het Iberisch Schiereiland hun gebied heroverde van de Arabische overheersers. 
Hoe de verspreiding van een toegedichte Spaans-Arabische dans in de Noordelijke contreien gebeurde is niet gekend. De eerste documentaties over de Morrisdans dateren van de late Middeleeuwen (eind 15de eeuw). Er is een miniatuur in het “Histoire du chevalier Paris”-1469, Brussel, Nationale Bib. 9632-9633, fo 168., van de meester van Wavrin (zie fig.1), zoals gepubliceerd in ‘Les Pays-bas Bourgignons’ van Walter Prevenier, et al., Fonds Mercator, 1983. Er is een toelating van de Nürnbergse Rat voor een morrisdans in 1479. Er zijn gebeeldhouwde morrisdansers van Erasmus Grasser in München (laat 15de eeuw). Er is een pentekening uit privaat bezit daterend van rond 1640, een Parijse kopie naar een ouder voorbeeld. Een identieke voorstelling is op een gravure toegeschreven aan Israhel van Meckenem (rond 1440 - 1503), in het Wallraf-Richartz-Museum, Keulen, mogelijk een apocriefe kopie naar een ouder voorbeeld.
Essentieel ging het toen om een verkleed dans- en kluchtspel (sotterie-zotternij), dat diende tot vermaak aan prinselijke hoven. Verklede personages voerden wilde dansen uit rond een burlesk thema. Rond een arm volksmeisje verkleed als Moorse of Bourgondische edele jonkvrouw springen verklede jonkers, pretendenten, wild in het rond; er is de nar, de boer, de wildeman, de muzikant, de verklede monnik, al dan niet met belletjes rond lenden en benen. Het dansdeuntje komt van een eenhand-fluit en een kleine trommel. De gekke dansen en de verkledingen symboliseren het slechte: de lompheid, de onbehouwenheid, de onnozelheid, de wildheid, de hypocrisie, de ongepaste seksuele drift ten aanstaan van de vermeende zuivere en edele maagd. Naast de vermakelijkheid van het spektakel was dus ook het moraliserend effect essentieel.
De middeleeuwse Morrisdans kent vanaf 1900 een artifiële ‘revival’ in de hedendaagse morrisdansen, vooral in Engeland (Morris dance) en Duitsland (Moriskentanz). Dit zijn nu volksdansen geworden uitgevoerd door verklede groepen dansers. Maar deze voorstellingen zijn eerder willekeurig en geven geen getrouw beeld weer van het eerder ongekende middeleeuwse verleden.